# جوردي مندوزا
جوردي مندوزا (بالإسبانية: Jorge Mendoza Parrado)‏ هو منافس ألعاب قوى إسباني، ولد في 15 يونيو 1972 في برشلونة في إسبانيا.

## روابط خارجية
- جوردي مندوزا على موقع Paralympic.org (الإنجليزية)
- جوردي مندوزا على موقع Paralympic.org (الإنجليزية)
- جوردي مندوزا على موقع اللجنة البارالمبية الإسبانية (الإسبانية)